# Thomas Hylkema
Thomas Hylkema (* 20. August 1988) ist ein niederländischer Rennfahrer. Er ist der Bruder des Rennfahrers Bart Hylkema. Er trat 2011 in der GP3-Serie an.

## Karriere
Wie die meisten Motorsportler begann Hylkema seine Karriere im Kartsport, in dem er bis 2005 aktiv war. 2006 trat er zunächst im Tourenwagensport an und wurde 14. der BRL Light. 2006 wechselte er in den Formelsport und beendete seine erste Saison auf dem 20. Platz in der deutschen Formel BMW. 2008 wechselte er in die britische Formel Renault und wurde 17. in der Meisterschaft und der anschließenden Wintermeisterschaft. Außerdem nahm er an je zwei Rennen der westeuropäischen Formel Renault und der Formel BRL teil. Die nächsten zwei Jahre blieb Hylkema in der britischen Formel Renault und trat für Manor Competition an. Nach dem 16. Gesamtrang 2009, schloss er die Saison 2010 auf dem 14. Platz ab. Außerdem nahm er 2009 an zwei Rennen der italienischen Formel Renault teil und er wurde Vierter der britischen Formel-Renault-Wintermeisterschaft.
Nachdem Hylkema vor der Saison 2011 an GP3-Testfahrten teilgenommen hatte, stieg er zum dritten Rennwochenende für Tech 1 Racing in die Meisterschaft ein. Er ersetzt Andrea Caldarelli. Am Saisonende belegte er punktelos den 34. Gesamtrang.

## Karrierestationen

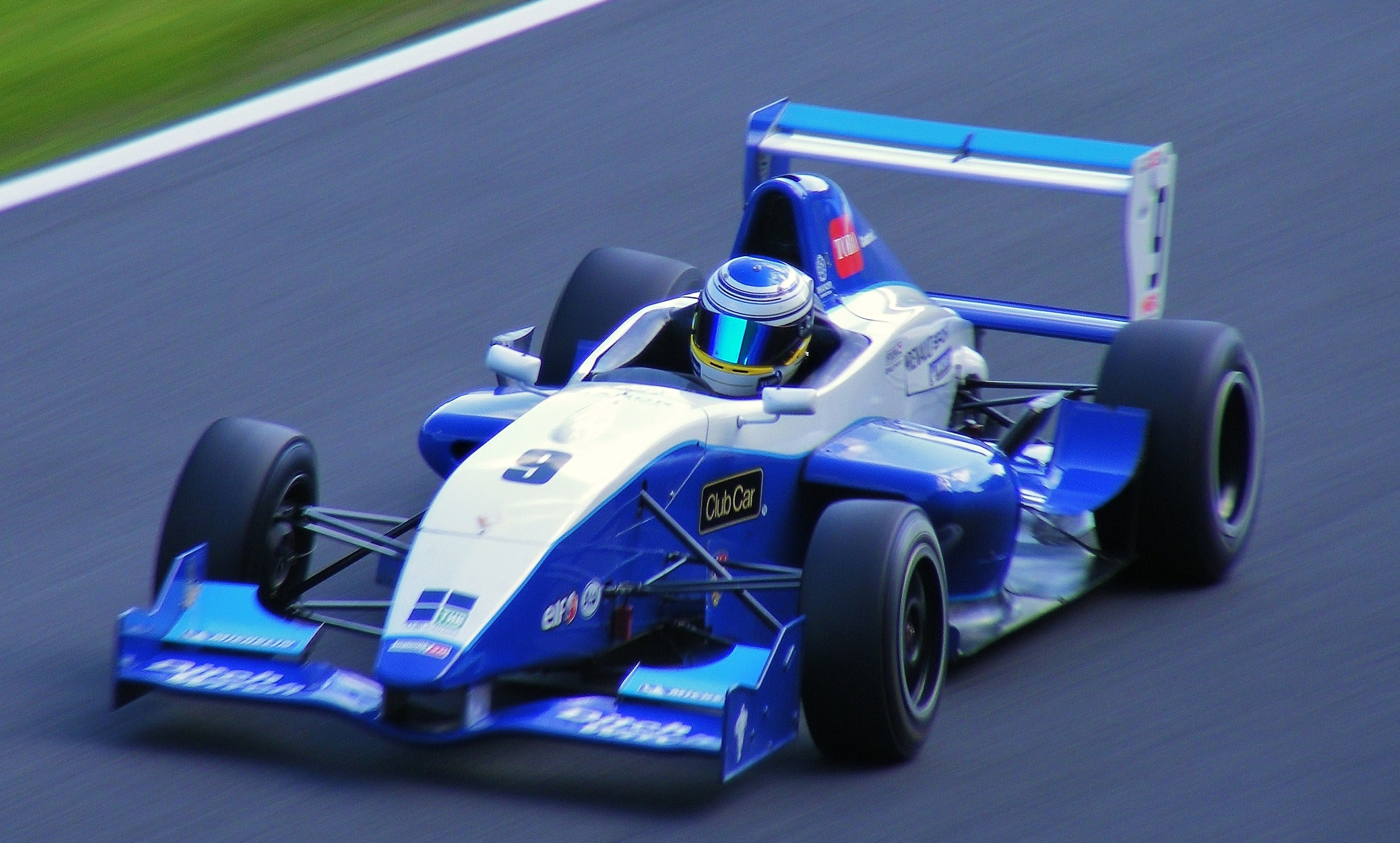
Thomas Hylkema beim Formel Renault UK Cup 2009 mit einem Tatuus-Renault FR2000 des Manor-Competition-Teams auf der Rennstrecke im Oulton Park

| - 2006: BRL Light (Platz 14) - 2007: Deutsche Formel BMW (Platz 20) - 2008: Britische Formel Renault (Platz 17) - 2008: Westeuropäische Formel Renault | - 2008: Formel BRL - 2008: Britische Formel Renault, Winterserie (Platz 17) - 2009: Britische Formel Renault (Platz 16) - 2009: Italienische Formel Renault (Platz 18) | - 2009: Britische Formel Renault, Winterserie (Platz 4) - 2010: Britische Formel Renault (Platz 14) - 2011: GP3-Serie (Platz 34) |